# 施托尔贝克-弗兰肯多夫
施托尔贝克-弗兰肯多夫（德語：Storbeck-Frankendorf）是德国勃兰登堡州的一个市镇，隶属于东普里格尼茨-鲁平县。总面积为42.69平方千米，截至2020年总人口为467人。